# سنگ‌نوشته شاپور سکانشاه و سنگ‌نوشته سلوک

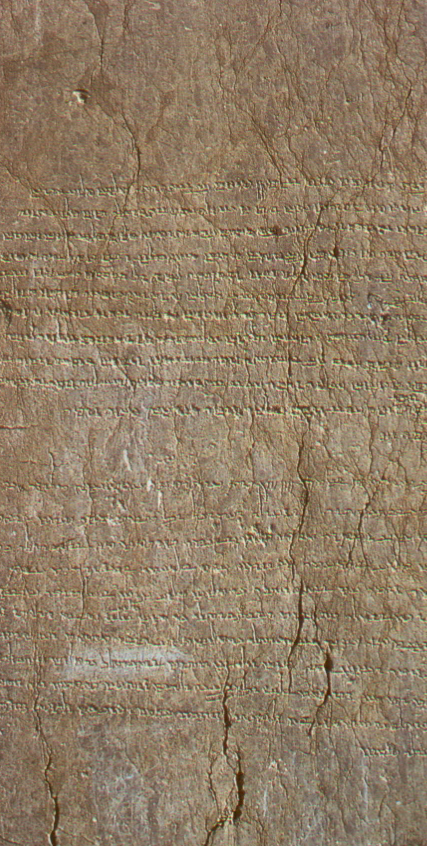
بالا: سنگ‌نوشته شاپور سکانشاه پایین: سنگ‌نوشته سلوک، پارسه

سنگ‌نوشتهٔ شاپور سکانشاه و سنگ‌نوشتهٔ سلوک دو سنگ‌نوشتهٔ ساسانی است که در دوران پادشاهی شاپور دوم در پارسه نوشته شده‌است که بر روی ستونی در مدخل جنوبی کاخ تچر کنده شده‌است.

## سنگ‌نوشتهٔ سلوک
سنگ‌نوشتهٔ سلوک ۱۱ سطر دارد. مضمون آن شرح بار یافتن سلوک دادرس به حضور شاپور دوم و دیدار او از سدستون (پارسه) و بازگشت از پیش شاه است. در آغاز سنگ‌نوشته، تاریخ نگارش آن روز هرمزد (روز یکم) از ماه تیر از سال چهل و هشتم پادشاهی شاپور دوم ذکر شده که برابر با سال ۳۶۵ م است.

## سنگ‌نوشتهٔ شاپور در سکانشاه
سنگ‌نوشتهٔ شاپور سکانشاه دارای ۱۲ سطر و وی فرمانروای سکانشاه، پسر هرمز دوم و برادر شاپور دوم و دیدارش از سدستون (پارسه) نگاشته شده‌است. در آغاز سنگ‌نوشتهٔ تاریخ نگارش آن ماه اسفندارمد از سال دوم پادشاهی شاپور ذکر شده که برابر با ۳۱۱ م است.
بر سنگ‌های کاخ تچر یادگارهایی از دوره‌های گوناگون نوشته شده‌است که در دورهٔ ساسانی دو سنگ‌نوشته است که به زبان پارسیگ و در دوران پادشاهی شاپور دوم نوشته شده‌است.
شانزده سال پس از نقر این نوشته شاپور سکانشاه، سلوکوس نامی را برای بازدید آن فرستاد که وی آن را دیده و سنگ‌نوشته‌ای دیگر نزدیک آن کند. از این دو سنگ‌نوشتهٔ به خوبی برمی‌آید که در میانه دورهٔ ساسانی، پارسه را سدستون می‌خوانده‌اند.

نوشتار پارسیگ: 
māh Spēndmat apar sāl do mazdēsn bag Šahpuhr šāhān šāh Ērān
u anērān kē čitr hač yazdān pat hān jāvar ka Šahpuhr Sakān šāh Hind
Sakastān u Turgēstān tāk drayāb danb pus mazdēsn bag Ohrmazd šāhān šah Ērān u anērān
kē čitr hač yazdān hač dar ōyšān bagān namāč burt u pat ēn rās i apar
Staxr andar ō Sakastān šut u pat kirpakih ētar ō Satistūn āmat uš
nān andar im xānak xvart uš Warhahrān i Naxw ohrmazd Sakastān handarzpat
u Narsy i magug i warāzān u dēn i Rēw Mitrān ī zarang šatrap ud Narsy ī dapir
u apārīk pārsāzāt u sakāzāt u zarangakān u frēstak hač hamak pat kost u šatryār apāk
būt hēnd uš vuzurg šātīh kart u-š yazdān kartakān framāt kartan uš
pitar ud niyākān āfrīn kart uš šahpuhr šāhān šāh
āfrin kart uš xwēš āfrin kart uš ōy ič āfrīn kart kē ēn mān kart
yazat yād

ترجمه پارسی نوین: 
در ماه اسپندارمد، در دومین سال پادشاهی مزداپرست، بغ شاپور، شاهان‌شاه ایران و انیران (ناایرانی) که چهر از ایزدان دارد، هنگامی که شاپور سکانشاه، فرمانروای هند، سکستان(سیستان) و تورستان تا به مرز دریا (دریای عمان)، پور مزداپرست بغ هرمزد، شاهان‌شاه ایران و انیران، که چهر(نژاد) از ایزدان دارد، روانه شد (سال ۳۱۱ میلادی)، با درود فراوان از درگاه مهست همایون، وی از این راه، میان استخر و سکستان، روانه شد و به نیکویی در اینجا (سدستون یعنی تخت جمشید) فرود آمد. آنگاه وی در این بنا خوراک خورد. همراه او بهرام پسر نهوهرمزد، اندرزبد سکستان، نرسی مغ(موبد)(از خاندان)ورازان، وین(پسر)مهران شهربان زرنگ، نرسی دبیر و دیگر اسوران پارسی و سکستانی و  زرنگیان و فرستادگانی از کوست نیمروز و هند نیز بودند. وی جشنی بزرگ برپا کرد و آیین‌های دینی برپا کرد. روان‌ پدر و نیاکانش را آفرین کرد و  شاپور شاهان‌شاه را آفرین کرد و خویش را آفرین کرد و آفرین کرد کسی را که این مان(بنا)را کرد(ساخت). یزدان یار باد.